# Ludvig Schöning
Ludvig Christian Mauritz Schöning, född den 1 juli 1834 i Mo socken, Gävleborgs län, död den 10 maj 1910 i Umeå, var en svensk militär. Han var syssling till  grosshandlaren Carl Johan Schöning, bror till juristen Carl Johan Schöning och far till Carl Schöning.
Schöning blev student vid Uppsala universitet 1851 och avlade lantmäteriexamen 1863. Han blev underlöjtnant vid Hälsinge regemente 1852, löjtnant där 1856 och kapten 1870. Schöning blev vice kommissionslantmätare i Gävleborgs län 1871 och var ordinarie 1876–1899. Han befordrades till major i armén 1881 och vid Västerbottens fältjägarekår 1882. Schöning blev överstelöjtnant och chef där 1887. Han befordrades till överste i armén 1893 och var efter fältjägarekårens ombildning den förste chefen för det nya Västerbottens regemente 1893–1897. Schöning var vice ordförande i Västerbottens läns hushållningssällskap 1889–1902 och från 1903, ordförande där 1902–1903, ledamot i styrelsen för Västerbottens läns sparbank 1893–1895, lasarettssyssloman från 1897 samt ordförande i styrelsen för Riksbankens avdelningskontor i Umeå från 1895. Han blev riddare av Svärdsorden 1875, kommendör av andra klassen av samma orden 1895 och av Nordstjärneorden 1899. Schöning är vilar på Västra kyrkogården i Umeå.